# Consonne spirante latérale palatale sourde
La consonne spirante latérale palatale sourde est un son consonantique présent dans différentes langues. Le symbole dans l'alphabet phonétique international est [ʎ̥].

## Caractéristiques
Voici les caractéristiques de la consonne spirante latérale palatale sourde.
- Son mode d'articulation est spirant, ce qui signifie qu'elle est produite en amenant un point d'articulation près d'un autre, sans toutefois créer une turbulence dans le courant d'air.
- Son point d'articulation est palatal, ce qui signifie qu'elle est articulée avec milieu ou l'arrière de la langue contre le palais rigide.
- Sa phonation est sourde, ce qui signifie qu'elle est produite sans la vibration des cordes vocales.
- C'est une consonne orale, ce qui signifie que l'air ne s'échappe que par la bouche.
- C'est une consonne latérale, ce qui signifie qu'elle est produite en laissant l'air passer sur les deux côtés de la langue plutôt que dans le milieu.
- Son mécanisme de courant d'air est égressif pulmonaire, ce qui signifie qu'elle est articulée en poussant l'air par les poumons et à travers le chenal vocatoire, plutôt que par la glotte ou la bouche.

## En français
Le français ne possède pas le [ʎ̥].